# Richard H. Stallings
Richard Howard Stallings (Ogden, 7 ottobre 1940) è un politico statunitense, membro della Camera dei Rappresentanti per lo stato dell'Idaho dal 1985 al 1993.

## Biografia
Nato nello Utah, Stallings si trasferì in Idaho per motivi di lavoro e successivamente si dedicò alla politica con il Partito Democratico.
Nel 1982 si candidò alla Camera dei Rappresentanti contro il deputato repubblicano in carica George V. Hansen, ma venne sconfitto. Due anni dopo, Stallings si ricandidò per il seggio e questa volta riuscì a prevalere di misura, anche per via di alcune controversie legali che avevano coinvolto Hansen. Negli anni successivi venne rieletto per altri tre mandati con percentuali di voto piuttosto alte.
Nel 1992 lasciò la Camera per candidarsi al Senato ma venne battuto con ampio margine dall'avversario repubblicano, l'allora sindaco di Boise Dirk Kempthorne. Dopo la sconfitta, Stallings collaborò con l'amministrazione Clinton per un paio di anni.
Nel 1998 cercò di riconquistare il suo vecchio seggio alla Camera ma venne sconfitto da Mike Simpson. Negli anni successivi continuò ad essere attivo in politica e fu eletto all'interno del consiglio comunale di Pocatello. Nel 2014 annunciò nuovamente la sua candidatura per il seggio della Camera che aveva occupato anni prima, ma anche in questa occasione fu sconfitto da Simpson.